# Леписье, Никола Бернар
Никола́ Берна́р Леписье́ (фр. Nicolas-Bernard Lépicié; 16 июня 1735, Париж, Королевство Франция — 15 сентября 1784, там же) — французский живописец и рисовальщик, академик (с 1769; ассоциированный член с 1764) и профессор (с 1777; адъюнкт-профессор с 1770) Королевской Академии живописи и скульптуры в Париже. Сын гравёра и историографа Франсуа Бернара Леписье, видный жанрист позднего рококо и неоклассицизма.

## Биография
Никола Бернар родился в Париже в семье художников: рисовальщиков и гравёров: Франсуа Бернара Леписье и Рене-Элизабет Марлье. Изучал искусство гравирования у своего отца, прежде чем был вынужден оставить это занятие из-за слабости зрения и около 1751 года обратился к живописи, которой занимался под руководством Карла (Шарля) Ван Лоо.
Получив в 1759 году вторую Римскую премию, он остался работать во Франции. По заданию Королевской академии живописи и скульптуры в 1764 году он написал картину «Сошествие Вильгельма Завоевателя в Англию» (Кан, аббатство Омм). Затем в том же академическом духе — «Крещение Христа» (1765), «Христос и маленькие дети» (1767), «Обращение Саула» (1767). В 1769 году Леписье стал членом Королевской академии за картину «Ахиллес и Кентавр», в 1770 году начал преподавать, а в 1777 году стал профессором живописи. Его учениками были знаменитые художники: Карл (Шарль) Верне, Жан-Фредерик Шалль, Жан-Антуан-Теодор Жиру, Анри-Пьер Данлу, Жан-Батист Реньо и многие другие.
В 1773 году он написал для Военной школы (l’École militaire) картину «Святой Людовик, совершающий правосудие под дубом», и «Снятие с креста», украшающее одну из капелл собора в Шалон-сюр-Сон. Он изображал бытовые сцены и сделал немало рисунков животных. Выполнял гравюры для «Истории Франции», работу, продолженную Жан-Мишелем Моро.
В живописи Леписье соединились черты рококо и неоклассицизма «в духе» Ж.-О. Фрагонара и Ж.-Б. С. Шардена.
В 1760-х годах Леписье продолжал писать картины на исторические сюжеты, а также «интимные сцены во фламандском стиле, напоминающем Тенирса Старшего и Герарда Терборха».
В последние годы своей жизни он часто уединялся в сельской местности, где писал деревенские сцены после религиозного кризиса, который заставил его изменить или удалить некоторые из своих работ. Больной туберкулёзом, он умер, не дожив до пятидесяти лет, «восхваляемый за свое благочестие не меньше, чем за свои таланты», а в своём завещании просил уничтожить его «слишком обнаженные» (trop dénudées) этюды ню.

## Галерея

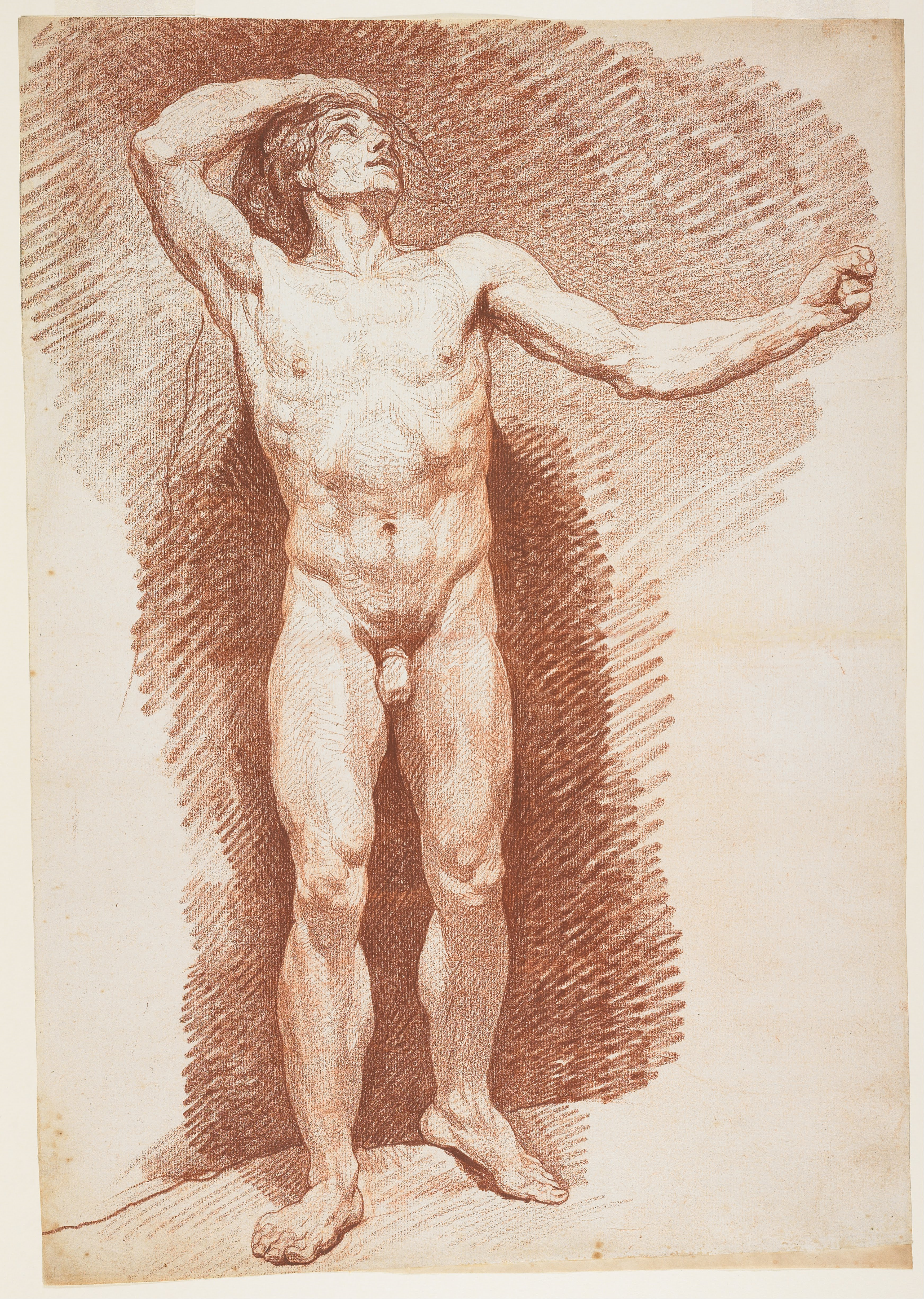
Этюд натурщика. Ок. 1760 г. Бумага, сангина. Институт искусств, Миннеаполис, США
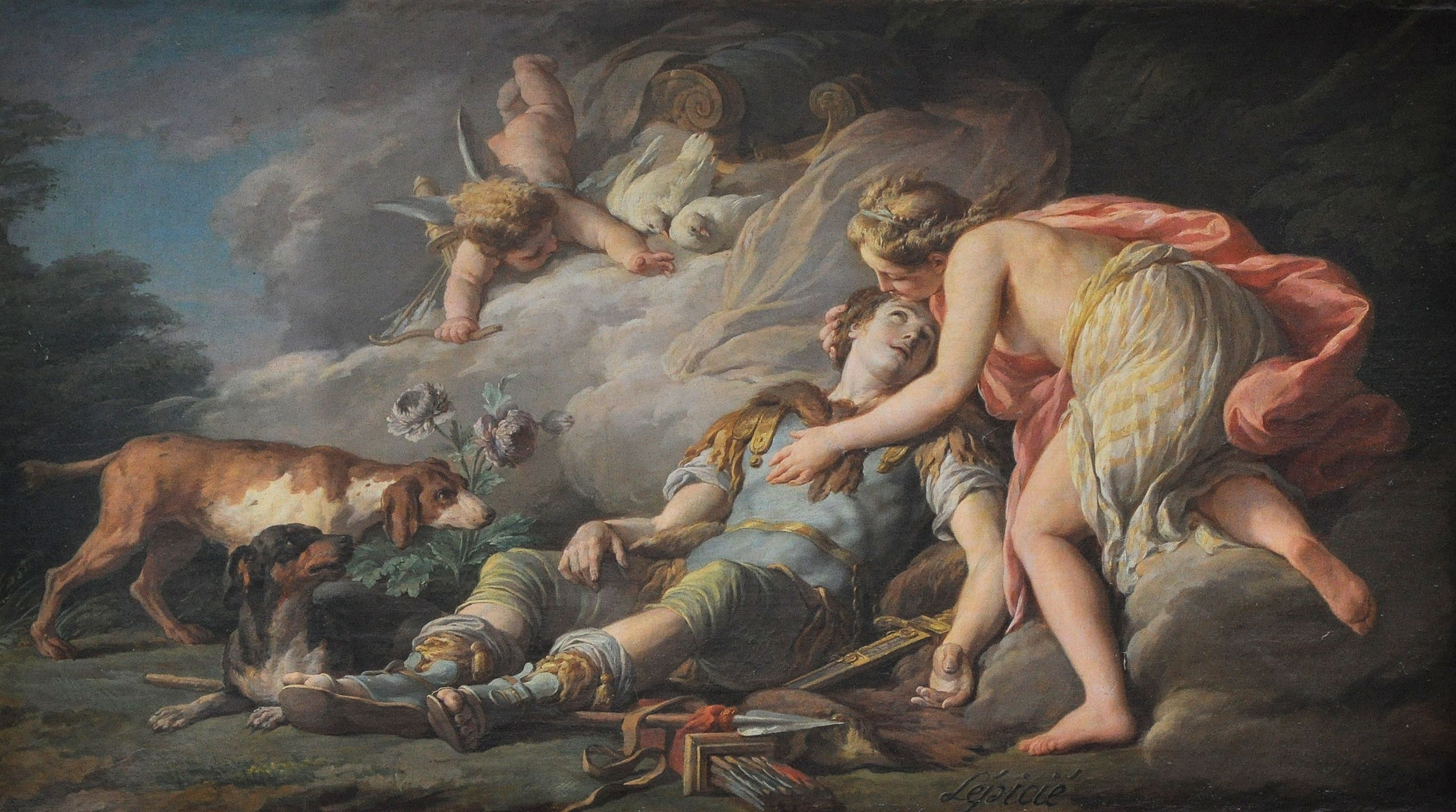
Адонис, превращающийся в анемон. 1782. Холст, масло. Версаль
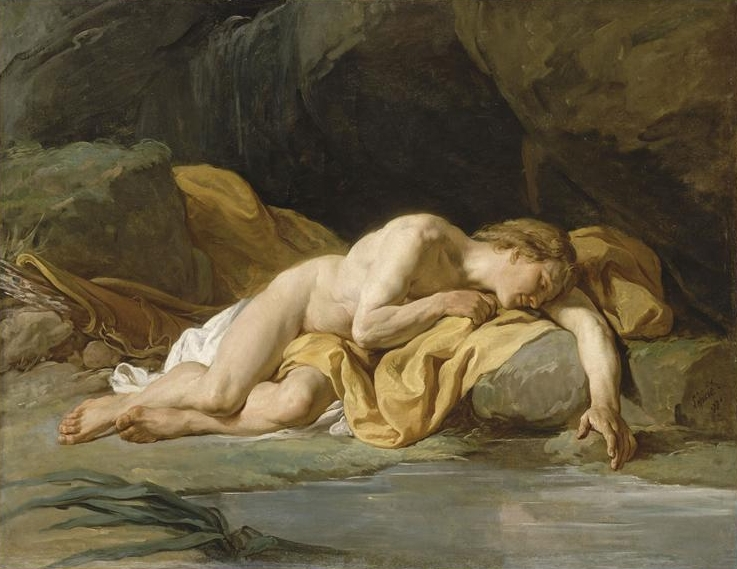
Нарцисс. 1771. Холст, масло. Сент-Кантен
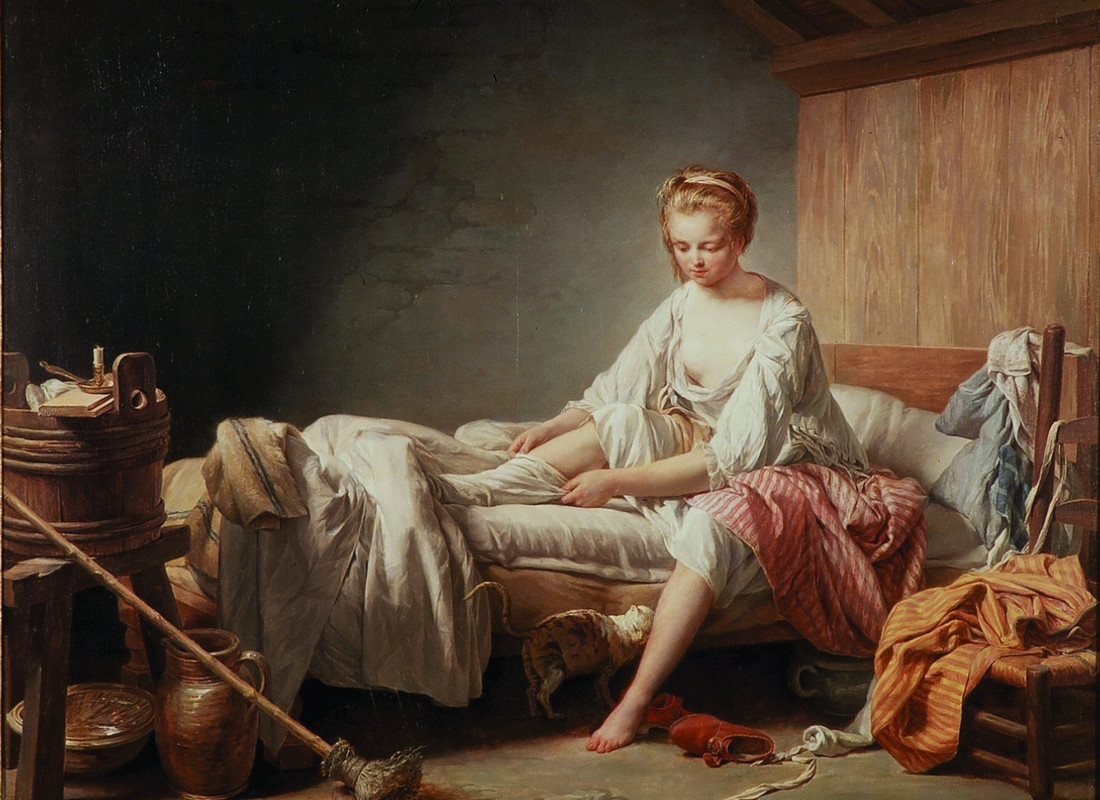
Одевание. 1773. Холст, масло. Отель Санделен, Сент-Омер
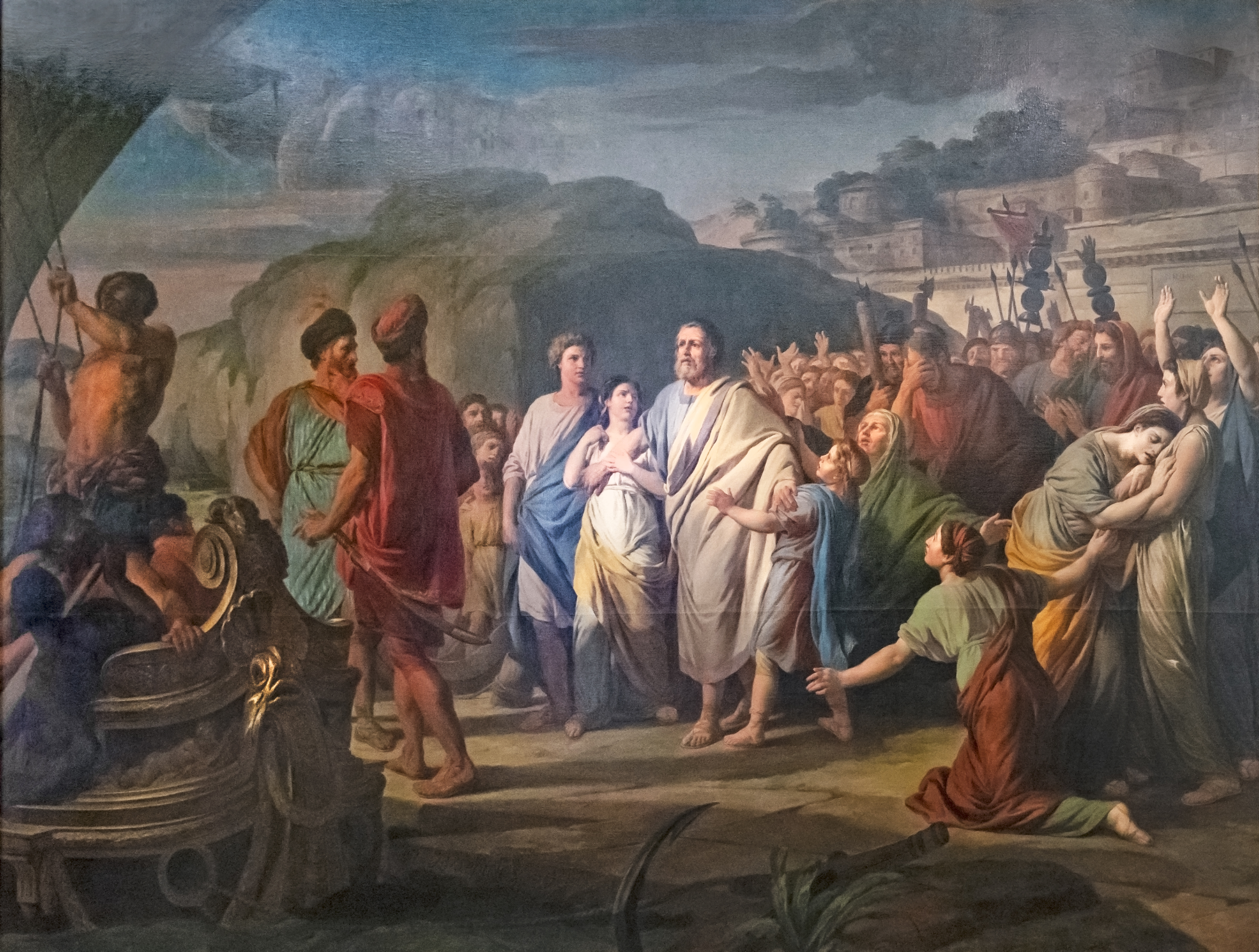
Регул возвращается в Карфаген. 1779. Холст, масло. Музей изящных искусств, Каркассон
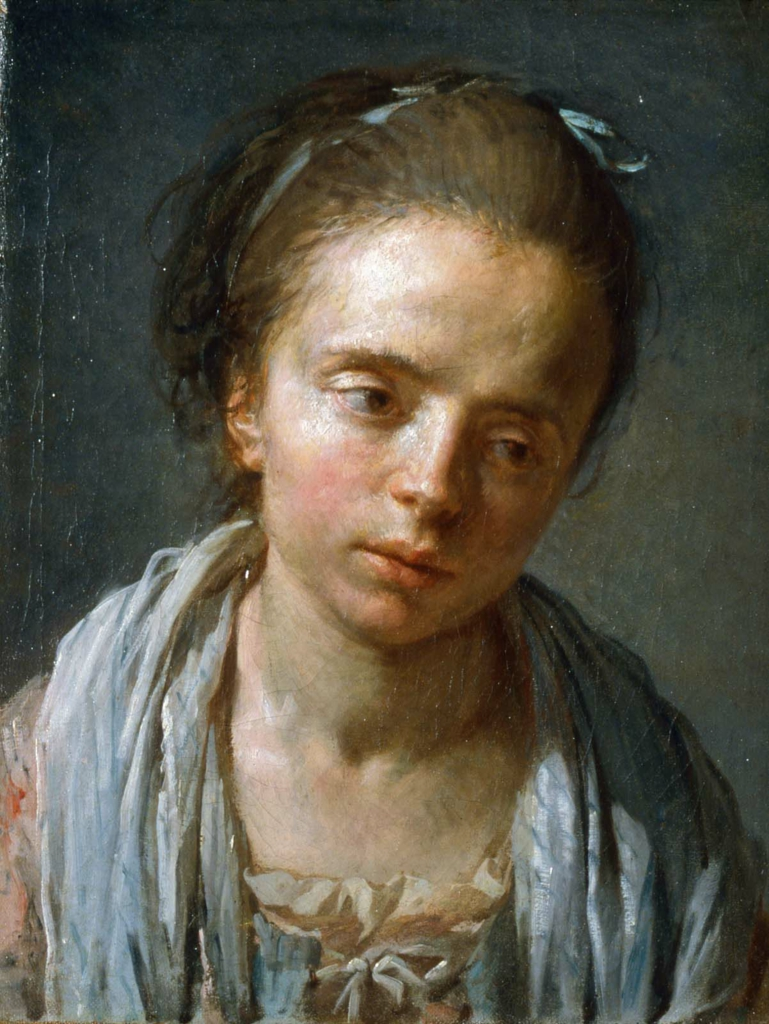
Портрет девочки. Холст, масло. Музей изящных искусств, Бостон